# Babilońska lista królów C
Babilońska lista królów C – tekst babiloński wymieniający imiona i długość panowania pierwszych siedmiu władców z II dynastii z Isin (1157-1069 p.n.e.).

## Opis
Tekst zapisany jest na tabliczce o wymiarach 58×37×23 mm. Tabliczka ta, wykonana z niskiej jakości gliny, ma dość niecodzienny kształt przypominający ciało chrząszcza. Jako że tekst kończy się na ostatnim roku panowania Marduk-szapik-zeri, przyjmuje się, iż napisany być on musiał za panowania jego następcy, Adad-apla-iddiny (1068-1047 p.n.e.). Pochodzenie tabliczki jest nieznane.
| Imiona władców wymienione w tekście                                                                                                   | Długość panowania podana w tekście | Współczesne datowanie                                                                                                  |
| --- | ---------------------------------- | --- |
| Marduk-kabit-ahheszu Itti-Marduk-balatu Ninurta-nadin-szumi Nabu-kudurri-usur I Enlil-nadin-apli Marduk-nadin-ahhe Marduk-szapik-zeri | 18 8 6 22 4 18 13                  | 1157-1140 p.n.e. 1139-1132 p.n.e. 1131-1126 p.n.e. 1125-1104 p.n.e. 1103-1100 p.n.e. 1099-1082 p.n.e. 1081-1069 p.n.e. |